# Filialkirche Unzing

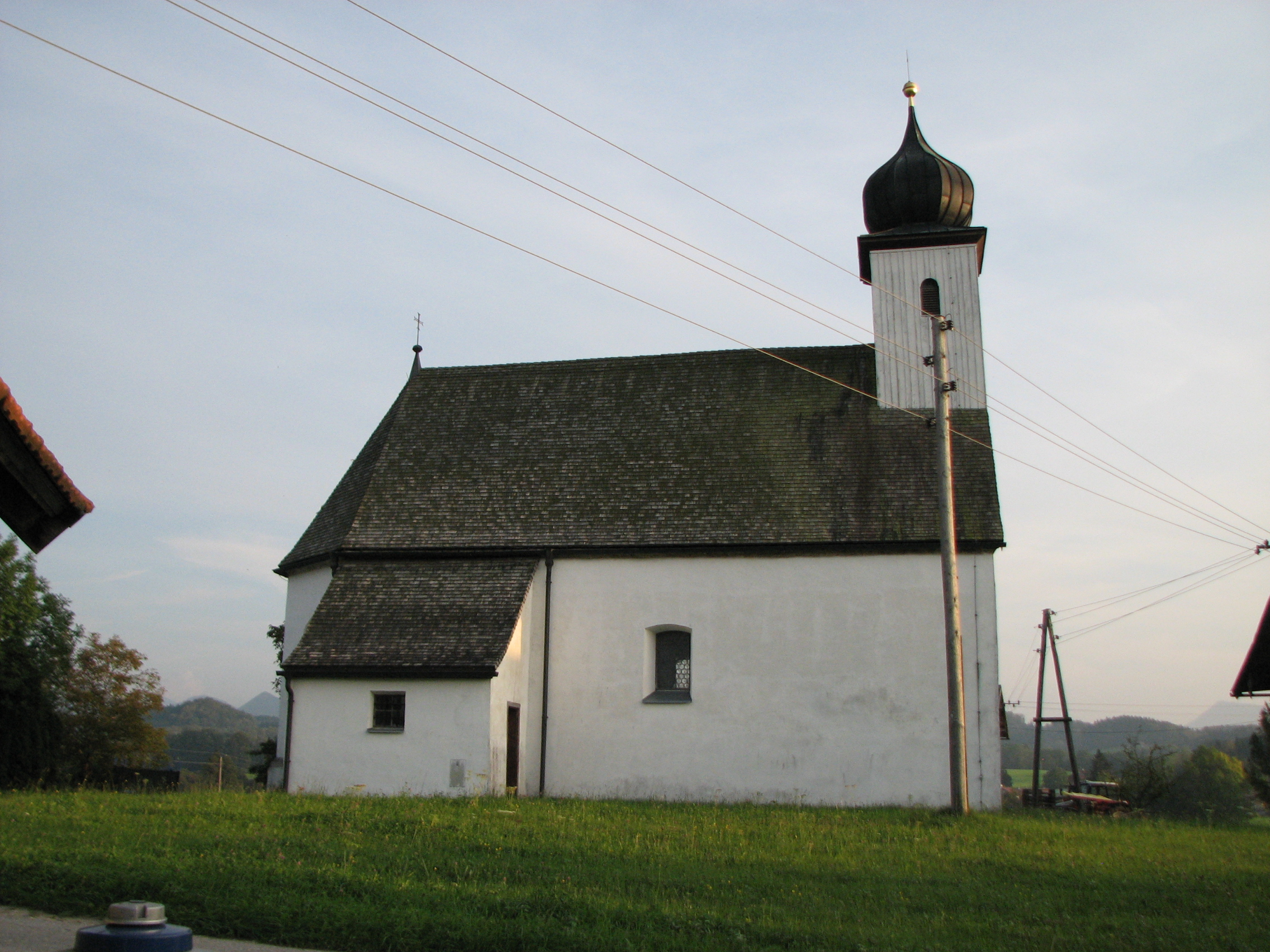
Filialkirche zum hl. Jakobus d. Ä. in Unzing

Die Filialkirche zum heiligen Jakobus d. Ä. befindet sich in dem Ortsteil Unzing der Gemeinde Eugendorf im Land Salzburg. 

## Geschichte
An dem Ort wird die Lagestelle einer abgegangenen Burg vermutet. Gottschalk von Unzing entschied mit anderen 1250 einen Streit zwischen dem Salzburger Domkapitel und dem Rüdiger von Bergheim. Gottschalks Tochter heiratete um 1272 den Heinrich von Wiesbach. Gottschalk trat 1285 als Richter im Pfleggericht Neuhaus auf. Er war Zeuge anlässlich der Verpfändung von Teilen der Burg Kalham. Das Gut Wenigunzing (Katastralgemeinde Neuhofen, Schaming Nr. 20) war bis zur Grundentlastung von 1848 zu Neuhaus abgabepflichtig.
Das Jakobuspatrozinium, das auf die romanische Burgkapelle zurückgeht, verweist auf die im Mittelalter verbreiteten Wallfahrten nach Santiago de Compostela. Um 1500 wurde der Wohnturm der Burg abgerissen bzw. zu einer einfachen, einschiffigen Kirche mit einem gotischen Altarraum ausgebaut und mit einem hölzernen Dachreiter versehen.
Das Altarbild von 1845 stammt von dem Maler Franz Moser und zeigt den hl. Jakobus den Älteren vor der Madonna mit Kind. Im Altaraufsatz ist Gott der Vater zu sehen, darüber befindet sich ein Kreuz. Die Kanzel mit hölzerner Brüstung erhebt sich auf einem gemauerten Unterbau. Ein gotisches Kreuz, ein Kreuzweg mit 15 Stationen und die Bänke auf der Empore gehören neben den Resten eines Freskogemäldes zu den weiteren Besonderheiten der Filialkirche.
Die Kirche wurde zuletzt 1997 renoviert. Die Betreuung der Kirche erfolgt von bäuerlichen Nachbarn, die sich alle fünf Jahre in dieser Aufgabe abwechseln. An dem Kirchlein vorbei führt der Mozart-Radweg.